# Sansara
Saṅsāra lub saṃsāra (pali, sans.: संसार, tel.: సంసారం; chiń.: trad. 輪迴, upr. 轮回, pinyin lún huí, jap.: 輪廻 rinne) – w hinduizmie, dźinizmie i buddyzmie termin dosłownie oznacza nieustanne wędrowanie, czyli kołowrót narodzin i śmierci, cykl reinkarnacji, któremu od niezmierzonego okresu podlegają wszystkie żywe istoty włącznie z istotami boskimi (dewy). Po każdym kolejnym wcieleniu następne jest wybierane w zależności od nagromadzonej karmy. W buddyzmie wyzwolenie z sansary następuje dzięki kroczeniu szlachetną ośmioraką ścieżką, która prowadzi do nirwany.

## Cykl przemian

### Buddyzm
W buddyzmie sansara oznacza również cykl przemian, któremu podlegają wszelkie byty i zjawiska włącznie z naszymi myślami, uczuciami i ciałami. Jest to powtarzany w nieskończoność proces tworzenia i upadku.
Sansara dosłownie oznacza „wędrówkę”. Wielu ludzi uważa słowo samsara za buddyjską nazwę miejsca, w którym obecnie żyjemy – miejsca, które opuszczamy, wchodząc w nirwanę. Ale we wczesnych buddyjskich tekstach sansara to nie odpowiedź na pytanie „Gdzie jesteśmy?”, samsara odpowiada pytaniu „Co robimy?”. Zamiast miejsca jest proces: tendencja do ciągłego tworzenia światów i zamieszkiwania ich. Gdy jeden świat upada, znika, ty tworzysz inny i idziesz do niego. W tym samym czasie spotykasz innych ludzi, którzy tak jak ty stworzyli swoje własne światy.
Nyanatiloka Mahathera wyjaśnia: „Dokładniej mówiąc sansara jest nieprzerwanym łańcuchem połączeń pięciu khandha, które to w niewyobrażalnych okresach, z chwili na chwilę ciągle zmieniają się i bez przerwy następują jedna po drugiej. Okres jednego życia jest w tej samsarze jedynie drobną i ulotną cząstką. Dlatego też by zrozumieć pierwszą Szlachetną Prawdę mówiącą o powszechności cierpienia, należy zwrócić swój wzrok ku samsarze, czyli temu przerażającemu łańcuchowi odrodzeń, a nie jedynie ku pojedynczemu okresowi trwania jednego życia, które oczywiście czasem może być mniej bolesne”.
Tym niemniej buddyzm wyróżnia sześć głównych światów sansary, jako odrębnych kategorii odrodzenia po własnej śmierci:
1. Świat istot piekielnych
2. Świat głodnych duchów
3. Świat zwierząt
4. Świat ludzi
5. Świat aśurów (półbogów)
6. Świat bogów

W buddyzmie nie występują demony jako uosobienia czystego zła. Każda istota w sansarze podlega swojej indywidualnej karmie pod wpływem tylko swego stanu niewiedzy. Z niewiedzy, jakakolwiek by nie była, można się wyzwolić. Główną cechą karmy jest to, że wszelkie rezultaty doświadczane mogą być tylko przez istotę, która nagromadziła ich przyczyny i nikt nie może zbawić jej „z zewnątrz”, potępić bądź w inny sposób zadecydować. W buddyzmie tybetańskim ponadto jest nauczane, że czujące istoty zanim ponownie się odrodzą w jednym z sześciu głównych światów, przebywają w stanie przejściowym bardo pomiędzy kolejnymi odrodzeniami. W stanie tym mogą mieć nieznaczny kontakt z istotami z poprzedniego odrodzenia. Kontakt taki może zostać łatwo wzięty jako domniemane spotkanie z duchem bądź demonem.

## Cierpienie

### Buddyzm
Według nauk buddyzmu sansara to uwarunkowany stan. Wyodrębnia się tu cierpienia, na które można spojrzeć pod trzema aspektami tego uwarunkowania: jako zwyczajne cierpienie, jako nietrwałość i jako samą istotę uwarunkowalności związaną z niewiedzą – fundamentalnym ogniwem spośród dwunastu ogniw współzależnego powstawania.
Wszystkie czujące istoty uwarunkowane są poprzez swoje ciało, uczucia, percepcje, mentalne predyspozycje, świadomość (pięć skupisk). Wszelkie uwarunkowane istnienie wykazuje trzy następujące cechy: nietrwałość (pāli anicca), cierpienie (pāli dukkha), brak istniejącego niezależnie „ja” (pāli anattā). Cierpienie uwarunkowanej egzystencji jest więc wszech występujące. Jedynie „Nieuwarunkowane Wyzwolenie” (pāli animitta-vimokkha) zgodnie z theravadą oraz „trzy ciała Buddy” zgodnie z mahajana nie należą do uwarunkowanego istnienia.